# Dries Riphagen
Dries Riphagen, all'anagrafe Bernardus Andreas Riphagen (Amsterdam, 1909 – Montreux, 1973), è stato un criminale di guerra olandese, conosciuto per aver collaborato con il Sicherheitsdienst per individuare il maggior numero possibile di ebrei olandesi e farli consegnare ai campi di concentramento durante l'occupazione tedesca.
Il metodo di Riphagen consisteva nel guadagnare la fiducia degli ebrei promettendo di salvaguardare i loro averi, principalmente gioielli, fino alla conclusione della guerra, solo per poi defraudarli e notificare all'SD la loro posizione. Dopo la fine della guerra in Europa, finse la sua morte e si nascose. Depositò gli effetti personali e il denaro rubato in una banca svizzera e fuggì in Argentina, come avevano fatto molti ufficiali nazisti.
Tornò segretamente in Europa ad un certo punto tra il 1950 e il 1970, per ritirare i suoi depositi. Le autorità olandesi avevano emesso un mandato di arresto ed una taglia su Riphagen solo nel 1988, ma in seguito emerse che era morto in una clinica privata svizzera di Montreux, nel 1973.

## Biografia

### Primi anni di vita
Riphagen era l'ottavo figlio di una famiglia olandese di Amsterdam. Il padre di Riphagen lavorava per la Royal Dutch Navy, mentre sua madre, una casalinga, morì quando lui aveva solo sei anni. Suo padre si sposò una seconda volta, ma non si prese cura dei bambini, in quanto alcolizzato. All'età di 14 anni, Riphagen fu inviato al famigerato centro di addestramento della marina mercantile "Pollux". Tra il 1923 ed il 1924 fece il marinaio. Rimase negli Stati Uniti per due anni lavorando per la Standard Oil, durante i quali entrò in contatto con circoli criminali locali, apprendendone i metodi. Il suo soprannome, "Al Capone", nacque infatti negli Stati Uniti.
Dopo il suo ritorno dall'America, Riphagen si unì al Partito Nazionalsocialista dei Lavoratori Olandesi (NSNAP), un piccolo partito, estremamente antisemita, che aveva nel suo programma l'annessione del Paese alla Germania. Divenne una delle figure più importanti della malavita di Amsterdam, noto tra i protettori di Rembrandtplein, sviluppò un gusto per i gioielli, le pietre preziose, il gioco d'azzardo ed il commercio di auto usate, talvolta rubate.

### Seconda guerra mondiale

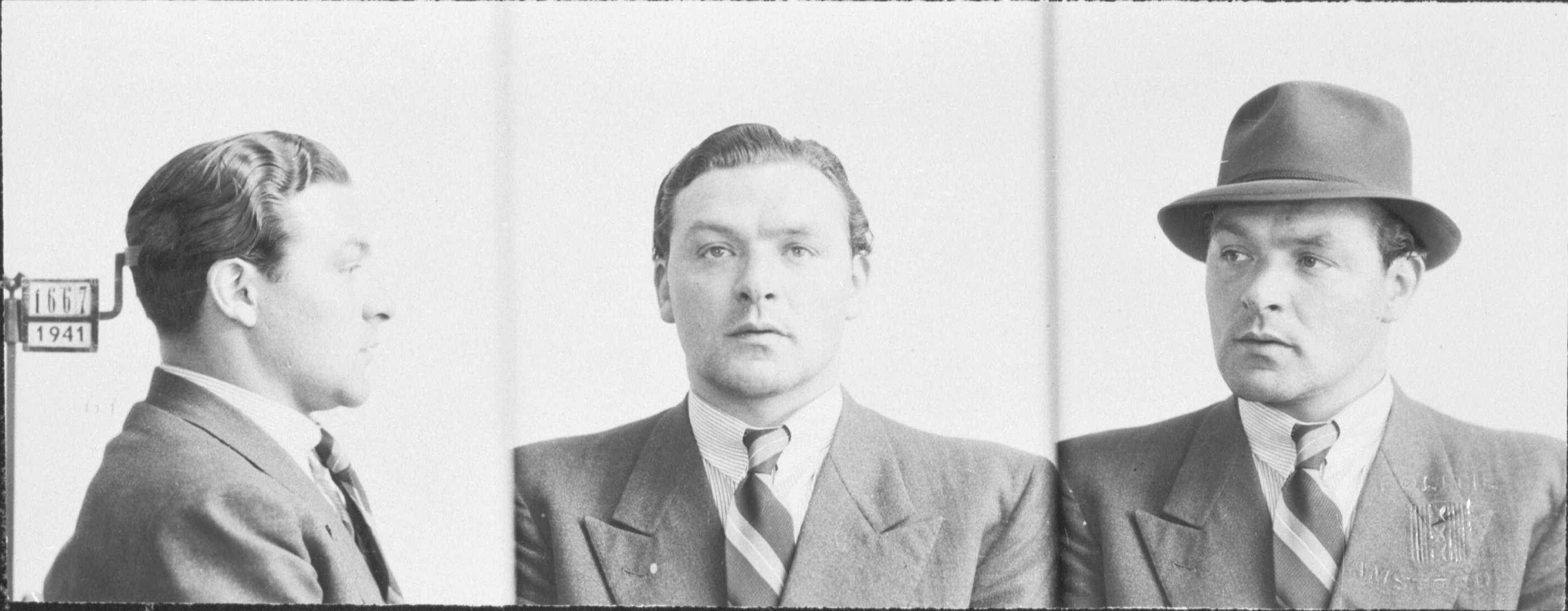
Riphagen nel 1941, in una serie di foto scattate probabilmente a seguito di un arresto

Durante la guerra, Riphagen continuò le sue attività criminali e si impegnò in una proficua cooperazione con gli occupanti tedeschi, come informatore del servizio di sicurezza tedesco, l'SD, ed in seguito come membro dell'Ufficio centrale per l'emigrazione ebraica di Amsterdam. Era suo compito, insieme ai suoi "colleghi" della malavita di Amsterdam, combattere il mercato nero e rintracciare le proprietà ebraiche, che venivano vendute al di fuori delle normative tedesche. Come bonus, essi ricevevano dal 5% al 10% dei beni confiscati.
Riphagen prese presto parte alla caccia agli ebrei, dal 1943 faceva parte della Colonna Henneicke, un gruppo di investigatori che cercava gli ebrei che si erano nascosti. Questo gruppo di circa cinquanta persone venne fondato nel 1942 da Wim Henneicke, il figlio apolide di un immigrato tedesco. Dal 4 marzo al 31 marzo 1943, il gruppo, composto principalmente da criminali professionisti, consegnò 3.190 ebrei alle autorità tedesche, che li deportarono nei campi di concentramento dell'Europa orientale. Il gruppo sovente costrinse gli ebrei, con la minaccia della deportazione, a tradire altri ebrei latitanti. Alla fine del 1943, Riphagen aveva raccolto una piccola fortuna, depositata in vari conti, in Belgio ed in Svizzera. Alla fine la Colonna di Henneicke fu sciolta per corruzione. Riphagen fu ingaggiato nell'ultimo anno di guerra dal Gruppo Hoffmann dell'SD di Assen, specializzato nel rilevamento di aviatori alleati abbattuti e di rifornimenti paracadutati dagli alleati alla resistenza.

### Dopo la guerra
Dopo la guerra Riphagen era ricercato dalla polizia per truffa oltre che per tradimento nei confronti dello Stato. Il pubblico ministero lo ritenne in seguito responsabile della morte di almeno 200 persone. Riphagen contattò l'ex combattente della resistenza e capo della polizia di Enschede, Willem Evert Sanders, che voleva fare un accordo con lui. Riphagen non è stato consegnato alle autorità ma è stato posto agli arresti domiciliari come detenuto "privato" in cambio di informazioni sui collaboratori e sulle reti amiche della Germania. Nel febbraio 1946 fuggì: secondo alcune indiscrezioni, sarebbe stato aiutato oltre confine dai suoi amici della malavita, nascondendosi in una bara all'interno di un carro funebre. Secondo indagini più recenti, la fuga sarebbe invece stata organizzata da due membri dello staff dei servizi segreti olandesi, il Bureau voor Nationale Veiligheid, Frits e Piet Kerkhoven. Dal Belgio trascorse tre mesi viaggiando in Spagna con la bicicletta, secondo suo figlio Rob. In seguito al divorzio la moglie di Riphagen, Greetje, sposerà Frits Kerkhoven.
Nel maggio 1946 Riphagen fu trattenuto a Huesca, in Spagna, perché gli mancavano i documenti necessari al soggiorno nel Paese. Fu imprigionato, ma per intervento di un sacerdote gesuita fu rilasciato su cauzione, con l'ordine di far rettificare le sue carte. Ottenne un passaporto Nansen e Frits Kerkhoven gli fornì vestiti e scarpe, in cui erano nascosti i diamanti che aveva nascosto da lui. Quando finalmente stava per essere estradato nei Paesi Bassi, scappò in Argentina il 21 marzo 1948, con un amico. L'ambasciatore olandese a Buenos Aires, Floris Carcilius Anne Baron van Pallandt, presentò una richiesta di estradizione basata su reati minori come furto e rapina di veicoli e che, secondo la magistratura argentina, erano già prescritti e per i quali le prove presentate erano insufficienti.
Il fatto che Riphagen non sia stato consegnato ai Paesi Bassi è stato molto probabilmente dovuto ai suoi buoni collegamenti. Era amico di un membro della Corte Suprema dell'Argentina, Rodolfo Valenzuela, che è stato anche segretario del presidente Juan Perón. Conobbe la coppia presidenziale e rimase in contatto con Perón fino alla sua morte. Si stabilì a Belgrano, un quartiere di Buenos Aires, dove gestiva un ufficio stampa fotografico e lavorava per i servizi segreti di Perón come istruttore di tattiche anticomuniste, impartendo tutte le conoscenze acquisite lavorando per la Germania durante la guerra. Organizzò persino gare di boxe al Luna Park per Jan Olij, suo vecchio amico di Amsterdam.
Dopo la Revolución Libertadora, a seguito della quale Perón fu rovesciato, Riphagen tornò in Europa e viaggiò, principalmente in Spagna, Germania e Svizzera. Il suo ultimo indirizzo conosciuto era a Madrid. Nel 1973, Dries Riphagen, il "peggior criminale di guerra di Amsterdam", morì di cancro.

## Influenza nella cultura di massa
- Nel 2010 due giornalisti olandesi e dipendenti del quotidiano Het Parool - Bart Middelburg e René ter Steege; hanno pubblicato il libro Riphagen, 'Al Capone', één van Nederlands grootste oorlogsmisdadigers. Il libro si basa su interviste con il figlio di Dries Riphagen, Rob, e Betje Wery, che avevano collaborato con i tedeschi.[4]
- Nel 2016 è uscito il film Riphagen del regista Pieter Kuijpers. Qui Riphagen è interpretato dall'attore Jeroen van Koningsbrugge. La sceneggiatura è stata scritta da Thomas van der Ree e Paul Jan Nelisse, basata sul libro di Middelburg e Ter Steege.[1][5] Nel 2017, la stazione televisiva olandese VPRO ha trasmesso il film come serie in tre episodi.